# Kontaktní čočka

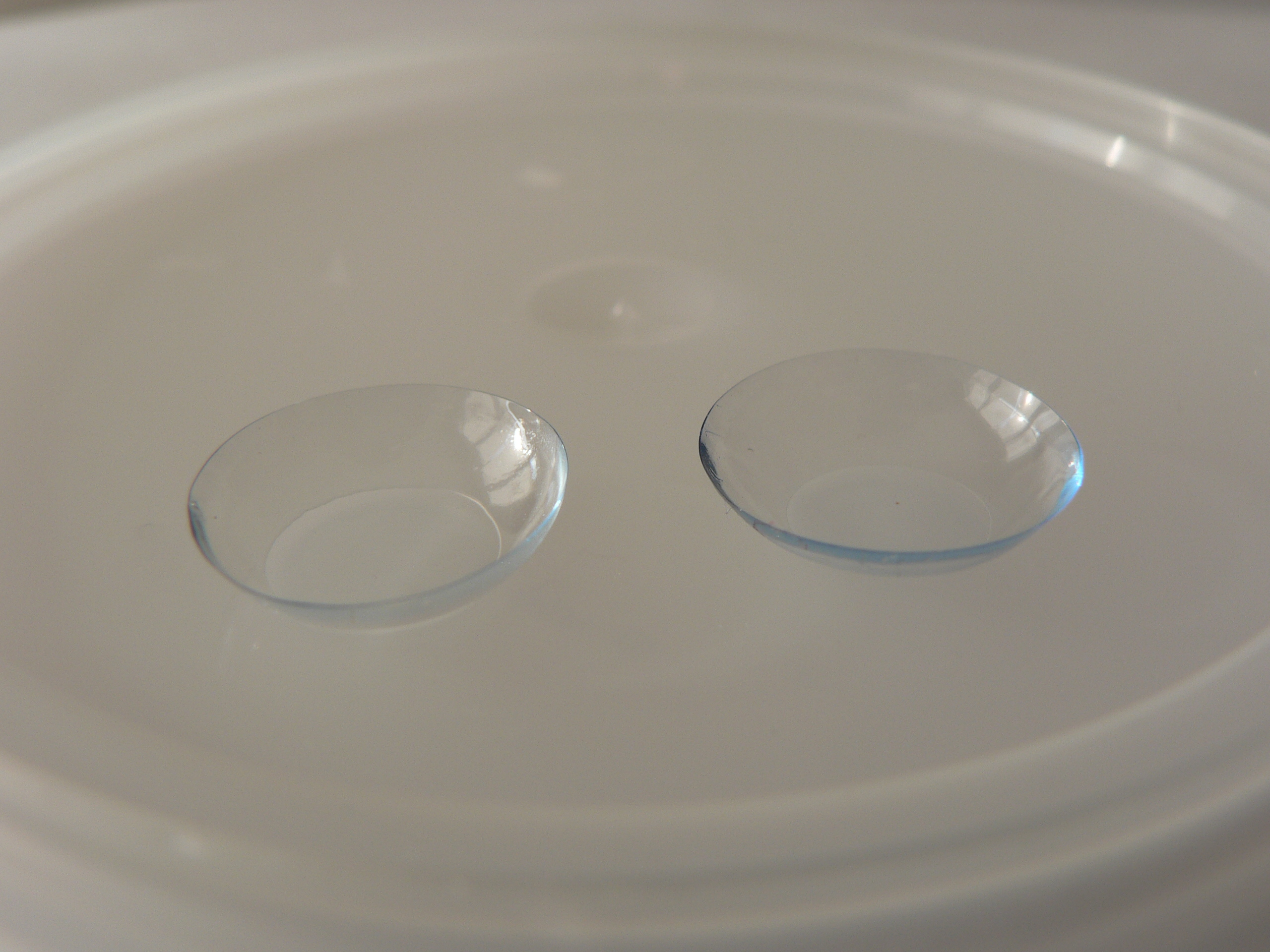
Pár kontaktních čoček umístěných konkávní stranou směrem nahoru

Kontaktní čočka je moderní optická zdravotní pomůcka určená k nasazení přímo na oční rohovku. Slouží především ke korekci zrakových vad, jako jsou krátkozrakost, dalekozrakost, astigmatismus nebo presbyopie, jelikož někdy zrak nefunguje tak jak má, tzn. že světelné paprsky by měly do oka vstupovat panenkou a měly by být zaostřeny rohovkou a čočkou, ale již se tomu tak nestane. Čočka ohýbá světlo, které jí prochází. Tak převrací obraz a zaostřuje jej na sítnici. Mozek potom převrací obraz do správné polohy. Když obraz nedopadne do správného bodu na sítnici, je rozmazaný. Také má funkci ochrannou při některých očních onemocněních, nebo kosmetickou v případě změny barvy oka při použití barevné kontaktní čočky.
Prostřednictvím zrakového ústrojí přijímá člověk asi 80 % všech informací. V dnešní době jsou tedy kontaktní čočky velmi využívané a ulehčují běžný život, jelikož brýle jsou na různé činnosti (sport apod.) nepraktické.
Kontaktní čočky existují již od konce 19. století, za několik desítek let se ale díky modernějším technologiím značně změnily. Dají se dělit podle mnoha kritérií. To nejzákladnější dělení je dělení podle materiálu na dvě velké skupiny – tvrdé a měkké kontaktní čočky. Dále např. podle doby nošení, tedy jak dlouho lze jednu čočku používat, a četnosti výměny – jak často se z oka musí vyjímat, jestli ji lze nosit jen přes den nebo kontinuálně i přes noc.

## Historie

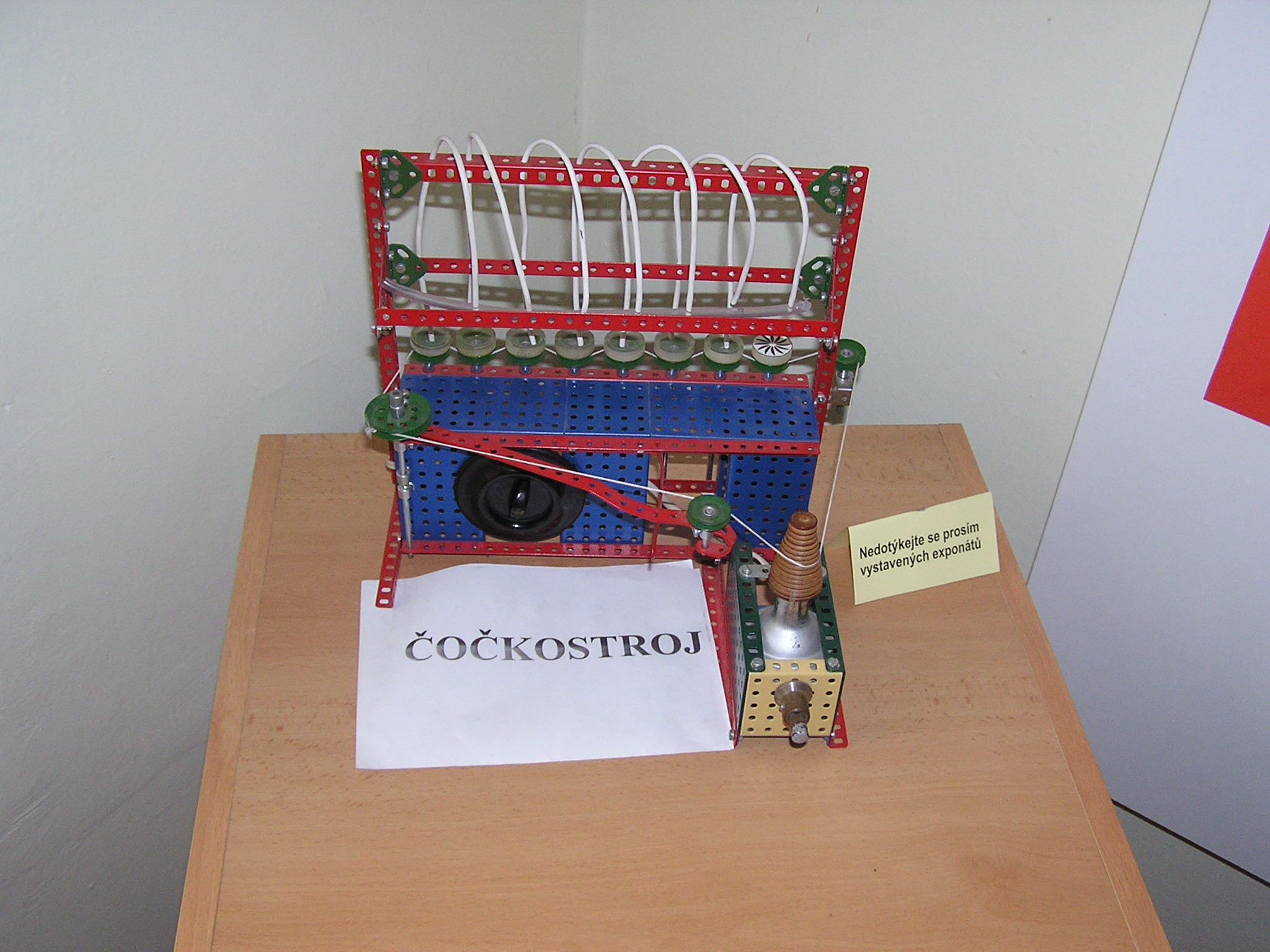
Přístroj, na kterém O. Wichterle vyrobil první kontaktní čočky

Éra kontaktních čoček se započala v roce 1887 výrobou první tvrdé kontaktní čočky ze skla. Postupem času byl tento model skleněné čočky vylepšován, např. podle odlitku rohovky, aby čočka na oku lépe seděla, později se skleněné kontaktní čočky vyráběly přímo na míru pacientovi. Po vynálezu plexiskla v roce 1933 se kontaktní čočky začaly vyrábět i z tohoto lehčího materiálu (PMMA), což napomohlo k lepší centraci čočky na oku, než jak tomu bylo doposud s těžšími skleněnými čočkami.
V letech 1952–1955 v Československu pracovali na vývoji vhodných polymerů Otto Wichterle, tehdejší profesor na VŠCHT v Praze, a Drahoslav Lím, jeho nejlepší žák a asistent. Dodnes se traduje historka objevu polymeru pro kontaktní čočky, jak počátkem roku 1955 Lím nestihl dokončit práci, kterou si pro ten den určil, a svůj syntetizovaný produkt nedodělal a pospíchal na vlak domů, do Senohrab. Druhý den ráno zjistil, že směs se přes noc změnila v měkkou průhlednou hmotu. Tak vznikl základní materiál pro měkké kontaktní čočky. Pak již následoval patent na hydrofilní gel zvaný polyHEMA, který nesl číslo 91918 a datum 23. dubna 1955. V 60. letech následně Wichterle a Lím zavedli techniku výroby kontaktních čoček odstředivým litím. Na konci roku 1961 se Wichterlemu v jeho bytě podařilo podat důkaz, že lze kvalitní kontaktní čočky vyrobit s minimálními náklady metodou monomerního odstředivého odlévání v rotujících formách. Tento první přístroj na výrobu kontaktních čoček je velmi známý, jedná se o aparaturu sestavenou z dětské stavebnice Merkur nejprve s dynamem z jízdního kola jako motorkem a poté i s motorkem z gramofonu. Tento výrobní postup výrazně snížil výrobní náklady na kontaktní čočky a umožnil jejich masové rozšíření.
V sedmdesátých letech se měkké i tvrdé čočky rozvíjely spolu s objevy nových materiálů:
- tvrdé čočky s novými plynopropustnými materiály,
- měkké čočky s dalšími vynalezenými, dokonalejšími polymery.

Vývoj pokračuje dodnes.

## Materiály
Jak již bylo zmíněno, v dnešní době se kontaktní čočky dělí do dvou velkých skupin – na tvrdé a měkké. Obě tyto skupiny mají pak další specifické podskupiny.

### Tvrdé kontaktní čočky
- PMMA (tvrdé, plynům nepropustné)
- RGP („rigid gas permeable“ neboli tvrdé plynopropustné)

Tvrdé kontaktní čočky jsou většinou určeny pro dlouhodobější nošení, např. roční.

#### Výhody
Hlavní výhodou tvrdých čoček je že mají stabilní tvar a jejich optické vlastnosti se při aplikaci na oko nemění. Tuhý materiál je mechanicky odolnější než měkký, životnost RGP čoček je až několik let. Údržba je jednoduchá a hlavně, v případě alergie na měkké kontaktní čočky lze úspěšně nosit RGP čočky. Jsou také schopné korigovat přirozeně nepravidelný tvar rohovky tím, že mezi povrchem čočky a rohovkou vzniká slzná čočka, která kompenzuje vady rohovky. Díky tomu poskytuje i obyčejná sférická tvrdá čočka dobrou úroveň vidění u lidí s astigmatismem nebo narušeným tvarem rohovky jako je keratoconus (vyklenutí rohovky).

#### Nevýhody
Tvrdé čočky (PMMA) nepropouštějí k rohovce žádný kyslík, proto se už dnes téměř nepoužívají. Při první aplikaci jsou tvrdé čočky často nepohodlné, uživatel si na ně musí postupně přivykat, někdy je nutné jejich tvar upravovat tak, aby zadní plocha čočky přesně kopírovala rohovku a čočky dobře "seděly". Jejich cena je obvykle vyšší než u měkkých čoček.

### Měkké kontaktní čočky
- hydrogelové
- silikon-hydrogelové
- hybridní (střed jsou RGP čočky, okraj je měkký) – používají se málo

Od roku 1999 jsou některé druhy silikon-hydrogelových kontaktních čoček s vysokou propustností pro kyslík schváleny pro prodloužené nošení, tedy pro nošení i přes noc, pro delší než denní. Dnes (2020) se tento režim nošení nedoporučuje, protože při dlouhodobém nošení je vyšší riziko komplikací.

#### Výhody
Výhodou měkkých kontaktních čoček je hlavně pohodlné nošení, snadná aplikace a příznivá cena. Silikon-hydrogelové kontaktní čočky mají vysokou propustnost kyslíku, která zajišťuje dobré dýchání rohovky, na druhé straně mají oproti hydrogelovým čočkám často horší smáčenlivost, vyšší tuhost a tendenci k tvorbě lipidických usazenin.

#### Nevýhody
Měkké kontaktní čočky jsou z „náchylnějšího“ materiálu, který se nošením rychle zanáší. Je třeba je pravidelně měnit, protože se na nich tvoří lipidové, bílkovinné a další usazeniny ze slzného filmu. Nesprávným výběrem čočky, nedodržováním režimu nošení (přenášením) a zanedbáváním péče mohou nastat komplikace, zejména zánět spojivek či neovaskularizace rohovky.

## Doba nošení
Každý model kontaktních čoček je určen pro určitý režim nošení, tzn. po jak dlouhou dobu může být čočka v kuse nasazena na oku.

### Denní režim nošení
Čočka by měla být na oku nasazena max. 16 hodin denně (u některých modelů je tato doba vzhledem k nízké propustnosti pro kyslík omezena i na 10 hodin). Kontaktní čočka s denním režimem nošení se ráno nasadí do oka a večer uloží do roztoku pro opětovné nasazení druhý den.

### Režim prodlouženého nošení
Prodloužené nošení je povoleno u některých kontaktních čoček, které se nosí v denním režimu a mají vysokou propustnost pro kyslík. Čočky s prodlouženým režimem nošení se dají nosit i přes noc, ale maximálně 6 dní v kuse. Zároveň se tímto nošením zkracuje celkový čas použitelnosti čočky (např. u měsíčních se o týden zkrátí).

### Kontinuální nošení
Kontaktní čočky pro kontinuální nošení je možné nosit přes den i noc celou dobu jejich použitelnosti (např. měsíční 30 dní a nocí nepřetržitě). Toto nošení by určitě mělo být schváleno očním odborníkem, nevyhovuje každému oku.

## Četnost výměny
Četnost výměny určuje, jak dlouho je jedna kontaktní čočka použitelná, kolik dní je možné ji nosit.
Měkké kontaktní čočky mají různé životnosti:
- denní – ráno se nasadí a večer vyhodí,
- čtrnáctidenní a měsíční – každý večer se z oka vyjímají a vkládají do roztoku na kontaktní čočky pro desinfekci a opětovné získání vlhkosti (pokud nejsou pro kontinuální nebo prodloužené nošení).
- Konvenční čočky čtvrtletní nebo i roční se dnes používají méně s ohledem na náročnější údržbu.

Tvrdé kontaktní čočky propustné pro plyny jsou velice trvanlivé, mohou vydržet i několik let bez výměny.

### Péče o čočky
Péčí o čočky se označuje jejich čištění, desinfekce případně lubrikace a udržování smáčenlivosti, a to pomocí speciálních roztoků. Péče o čočky je nutná při nošení všech typů čoček kromě čoček jednodenních.

#### Znehodnocování čoček
Vlivem nošení se na kontaktních čočkách postupně usazují vápenaté, bílkovinné, lipidické a jiné sedimenty, ve kterých mohou růst mikroorganismy. Proto je nutné čočky řádně čistit vhodnými roztoky, které z nich odstraní sedimenty a vydesinfikují je.

#### Druhy roztoků
Čočky se čistí speciálními roztoky, jejichž složení zajišťuje čištění, desinfekci, hydrataci a případně i lubrikaci. Různé značky roztoků se liší svým složením, všechny však musí být sterilní, mít vhodné pH a tonicitu. Bez zvlhčování roztokem by kontaktní čočky vyschly.

##### Peroxidový roztok
Peroxidový roztok je stabilizovaný 3% roztok peroxidu vodíku. Účinek peroxidického roztoku spočívá v tom, že při kontaktu peroxidu s katalyzátorem, který je buď na dně speciálního pouzdra, nebo se přidá ve formě tabletky či jiného roztoku, se peroxid rozkládá "bublá" na vodu a atomární kyslík. Ten má silné oxidační účinky a zároveň čočky desinfikuje i čistí. Čočky je třeba nechat v pouzdře s roztokem minimálně několik hodin, dokud neskončí reakce. Jinak hrozí poleptání oka.
Studie opakovaně potvrzují, že z hlediska účinnosti proti mikrobům, snášenlivosti v oku a bezpečnosti (pokud je dodržena potřebná doba k neutralizaci roztoku) jsou nejlepší právě roztoky na bázi peroxidu.
Výběr vhodného roztoku závisí na mnoha parametrech - materiálu kontaktních čoček, délce nošení, složení slzného filmu, pohyblivosti čočky a její interakci s víčky i očním mikrobiomu. To všechno má vliv na množství a druhu usazenin na kontaktní čočce (zda jsou např. více bílkovinné či tukové povahy nebo jak pevně jsou přichyceny na povrchu čočky). Roli hraje i individuální snášenlivost a citlivost, zvláště u lidí s alergiemi a ekzémy.

#### Čištění čoček
Před vyjmutím čoček z očí je třeba si omýt ruce a vylít použitý roztok z pouzdra. Obě misky pouzdra
na kontaktní čočky by pak měly být vymyty roztokem a naplněny novým roztokem. Po vyjmutí čoček z očí se doporučuje položit je na dlaň, kápnout na ně pár kapek roztoku a promnout je prstem. Pokud by čočky kvůli nevhodnému uložení oschly, je třeba je opatrně znovu hydratovat.

#### Péče o pouzdro
Pouzdro na kontaktní čočky je rovněž potenciálním zdrojem bakterií a plísní. Nedoporučuje se pouzdro čistit jiným prostředkem než roztokem na čočky. Pouzdro je vhodné měnit spolu s čočkami. Nedoporučuje se ani voda z vodovodu, která může obsahovat bakterie.

## Komplikace
Komplikacemi způsobenými nošením kontaktních čoček je postiženo asi 4 % jejich uživatelů, v dnešní době se však ve většině případů jedná o nedodržení základních pravidel hygieny nebo přenášení kontaktních čoček uživatelem.
Mezi nejzávažnější komplikace patří zánět rohovky (keratitida), který může vést i k trvalému poškození zraku. Jeho závažnost je částečně závislá na původci onemocnění. Zásadní pro úspěšnou léčbu je především včasná a správná diagnóza, nasazení účinné léčby a její dodržování. Což v počáteční fázi může znamenat kapání ATB kapek i několikrát za hodinu, i v noci. 

## Použití při konkrétních vadách
Jednotlivé oční vady mají specifické souvislosti s použitím kontaktních čoček:
- krátkozrakost - lehce ohýbají světelné paprsky směrem ven, aby je bylo možné zaostřit o něco dále až přímo na sítnici
- dalekozrakost - lehce ohýbají světelné paprsky směrem dovnitř, aby je bylo možné zaostřit o něco blíže až přímo na sítnici
- astigmatismus – záleží na úhlu pootočení měkké čočky na rohovce, bývá jen několik málo správných poloh (dvě, jediná).
- keratoconus (vyklenutí rohovky) - Principem je využití přítlačné síly čočky, která omezuje vyklenování rohovky na oku s keratokonem.

## Profesní organizace
Jednou z hlavních společností kolem kontaktních čoček je Česká kontaktologická společnost, dobrovolné sdružení očních lékařů, optometristů, odborníků zabývajících se vývojem, výrobou, distribucí a aplikací kontaktních čoček.
Další významnou roli v českém světě kontaktních čoček hraje také Společenstvo českých optiků a optometristů, které se věnuje nejen profesní stránce, ale také legislativě, vzdělávání a různým kongresům či veletrhům české optiky a optometrie.